# 養泉寺 (台東区)

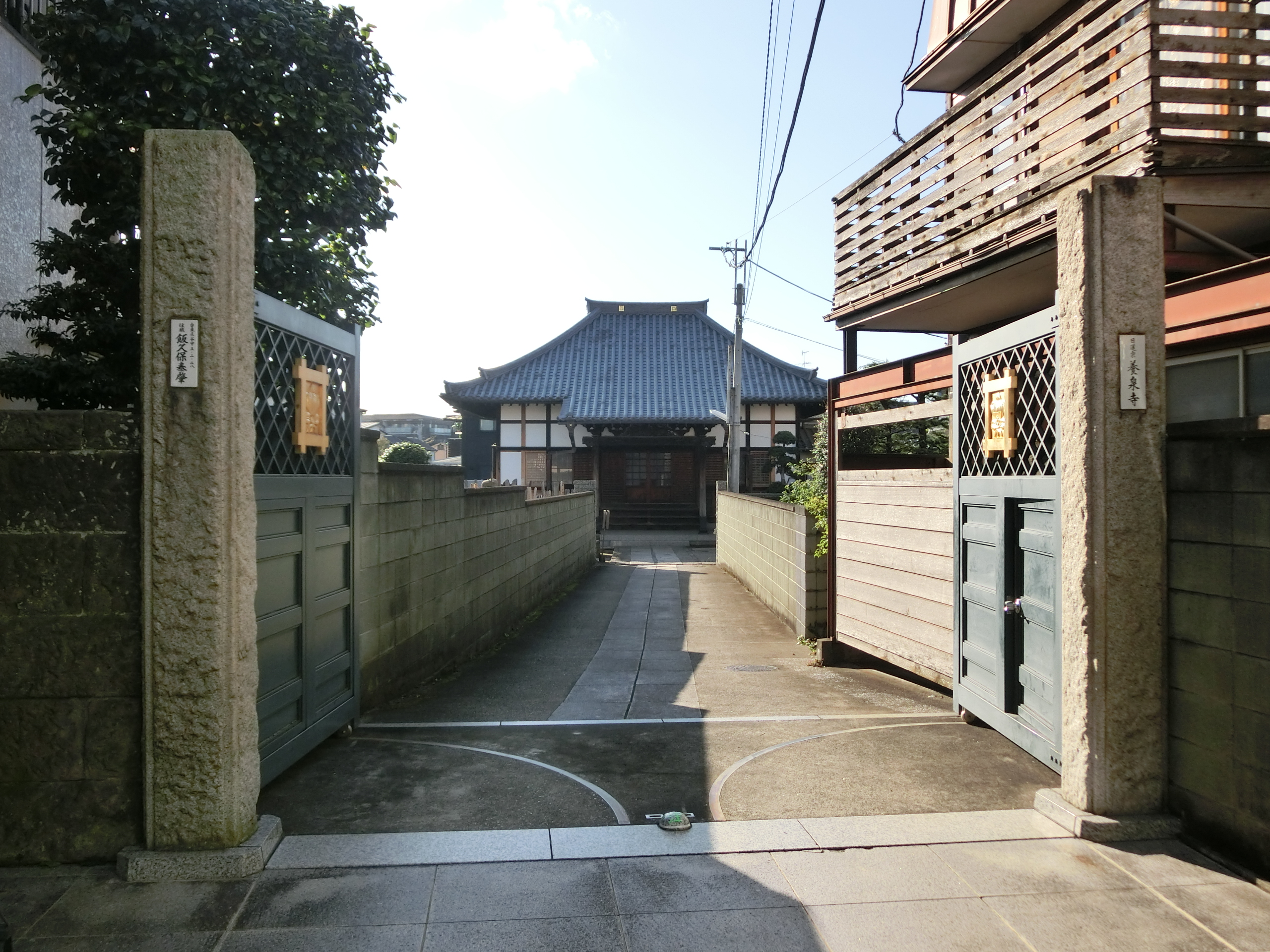
養泉寺

養泉寺（ようせんじ）は、東京都台東区谷中にある日蓮宗の寺院。山号は長清山。旧本山は伊豆の玉沢妙法華寺、境師法縁。谷中七福神の一つ、弁財天を祀る。

## 歴史
- 文禄2年（1593年）養泉院日要（元和元年（1615年）没）を開山に神田で創建された。明暦3年（1657年）の明暦の大火により現在地に移転した。

## 境内
- 本堂 － 扁額には長清殿とある。
- 庫裡 － RC造建築。

## 周辺寺院
- 常在寺

## 交通アクセス
- 日暮里駅より徒歩約7分（経路案内）。
- 千代田線千駄木駅より徒歩約9分（経路案内）。

## 参考資料
- 日蓮宗寺院大鑑編集委員会『宗祖第七百遠忌記念出版 日蓮宗寺院大鑑』大本山池上本門寺 (1981年)
- 日本歴史地名大系「谷中養泉寺門前」
- 仰木ひろみ、森まゆみ、山崎範子『谷中・根津・千駄木 其の三十四』谷根千工房（1992年）